# Bäck Manci
Bäck Manci, született Bäck Margit (Vágvecse, 1891. december 25. – Budapest, 1989. január 9.) kevéssé ismert magyar fotográfus, fotóművész, a magyar – és azon belül a szegedi – fotográfia egyik kiemelkedő alakja. Juhász Gyula révén értelmiségi körökben is ismert volt, számos hírességről készített portrét.
Hízelgően mindenkit levesz
A Bäck Manci fényűzése ez.

## Élete
Bäck Manci 1891-ben született a felvidéki Vágvecsén Bäck József fakereskedő és Singer Berta gyermekeként izraelita vallású családban. 1907-ben kitűnő eredménnyel fejezte be a szegedi felsőbb leányiskolát. Itt versmondó tehetségével tűnt ki: a Szeged és vidéke című újság a végzősökről írván mint „keresetlen egyszerűséggel és ezért igen finoman szavaló” leányt említi. 1910 és 1913 között külföldön, valószínűleg Bécsben végzett fotográfiai tanulmányokat, feltehetőleg Dora Kallmus műtermében is, majd 1915-ben a szegedi Kölcsey utcai Patzauer-házban nyitott műtermet. A Szegedi Napló 1915. április 18-i száma a művészeti rovatban hosszú riportban mutatja be – a címe „Bäck Manci műterme”. A cikk külön kitért a műterem különlegesen finom ízlésű berendezésére, amit a művésznő Bécsből, egyedileg rendelt. A szegedi értelmiségi körökben Juhász Gyula révén lett ismert. Gergely Sándor szobrászművész műtermében ismerkedett meg Moholy-Nagy Lászlóval, akinek szívességből, képekért cserébe reprodukciókat fényképezett. A finomlelkű, érzékeny fényképésznőnek gyakran álltak modellt a szellemi élet oly nevezetes tagjai is, mint Erdei Ferenc, Mezey Mária, Zádor Anna vagy éppen Szent-Györgyi Albert.
1921-ben kötött házasságot az öt évvel idősebb dr. Szekerke Lajos jogásszal, akitől 1924-ben egy leánya született, dr. Szekerke Mária. Ekkor még a Csekonics u. 11. szám alatt laktak, de később a Tisza Lajos krt. 56. szám alatt, a Reök-palota második emeletén lévő lakásuk ebédlőjében rendeztek be műtermet. Az idők folyamán a Kárász utcában (a 8. és a 11. számú házban), illetve a Tisza Lajos körút 42-ben is volt műterme.
A szegedi múzeum birtokában van egy 1926-os sorozata, amelyet egy lebontásra ítélt városrészről,  a Palánkról készített. Írásos nyoma van annak is, hogy a múzeumnak adományozott egy „Kézimunkázó nő” című Moholy-Nagy krétarajzot is. Idős korában panaszkodott róla, hogy a háború, költözések, megözvegyülés és egyéb viszontagságok közepette több Moholy-Nagy képe elveszett.
A második világháború után 1950-ben államosították a műtermét, ezért minden fotográfusi tevékenységgel felhagyott. Az addigra megözvegyült asszony Budapestre költözött a lányához, és 1989-ben bekövetkezett haláláig ott is élt. Életének utolsó tíz évét ágyhoz kötött, magatehetetlen betegen töltötte.

## Stílusa
Korai képeire a bécsi iskola hatásai a jellemzők. Szerette az úgy nevezett nemeseljárásokat. Fényképei festőiek, finom árnyalatokban gazdagok, a háttereket a kép széle felé elmosta. Beállításai a szecessziót idézik, érzékenységről, lelki gazdagságról tesznek tanúbizonyságot. Kiemelkedőek a jellegzetesen finom, festői portré- és aktfotói, de mozdulattanulmányai, vedutái is komoly művészi értéket képviselnek.

## Emléke
Bäck Manci és művészete kis híján a feledésbe merült. Munkásságát csak a 2000-es évtizedben kezdték el kutatni és a képeit kiállításokon bemutatni.  Első gyűjteményes kiállítását 2005-ben a szegedi Móra Ferenc Múzeumban mutatták be, azóta számos felvétele kerül elő. Újrafelfedezése és kutatása dr.  Gömör Béla gyűjtő érdeme, aki kutatásai eredményét 2003-ban publikálta. 2007-ben a Kiscelli Múzeum Fővárosi Képtárában rendezett kiállításon már kísérletet tettek a szegedi műterme hangulatának felidézésére is, és megpróbálták a mozgásművészettel való kapcsolatát is feltárni.

## Ajánlott irodalom
- Gömör Béla: Bäck Manci, az elfeledett szegedi fotográfusnő. Szeged: GMR Reklámügynökség. 2003.  ISBN 9632068564
- A szegedi zsidóság és a fotográfia. Bäck Manci, Kárász Judit, Liebmann Béla, Müller Miklós; szerk. Tóth István, életrajzi vázlatok Apró Ferenc, Lengyel András, Szabó Magdolna; Múzeumi Tudományért Alapítvány, Szeged, 2014
- Nátyi Róbert: ”Back Manci fényűzése…”. A Reök első évtizede 2007-2017. Szegedi Szabadtéri Játékok, 2018. 27-34.  helytelen ISBN kód: 978-80923-1-9